# Faizabad (accantonamento)
L'accantonamento di Faizabad è una suddivisione dell'India, classificata come cantonment board, di 13.647 abitanti, situata nel distretto di Faizabad, nello stato federato dell'Uttar Pradesh. 